# ハトホル (小惑星)
ハトホル(2340 Hathor)は、1976年10月22日にパロマー天文台のチャールズ・トーマス・コワルが発見した小惑星である。地球近傍小惑星の中でアテン群に分類される他の天体と同様に、ハトホルはエジプトの神に因んで名づけられている。空の女神でラーの娘としても知られるハトホルは、アプロディーテーに対応するとされる。命名は、この天体を独立に発見し、1981年に再び現れたのも観測したエレノア・ヘリンによる。ハトホルは、命名された3つ目のアテン群小惑星となった。
ハトホルは、地球近傍小惑星であり、1976年10月20日に地球から0.007752 AUの距離を通過した。21世紀には、地球から300億m以内の距離に入る回数は17回になる。2014年10月の地球接近は、ゴールドストーン深宇宙通信施設で観測された。ハトホルは、2069年10月21日には、地球から0.00658 AUの距離を通過する。なお、ハトホルは金星横断小惑星であり、かつ、水星横断小惑星でもある。